# Congresso per la Democrazia e il Progresso

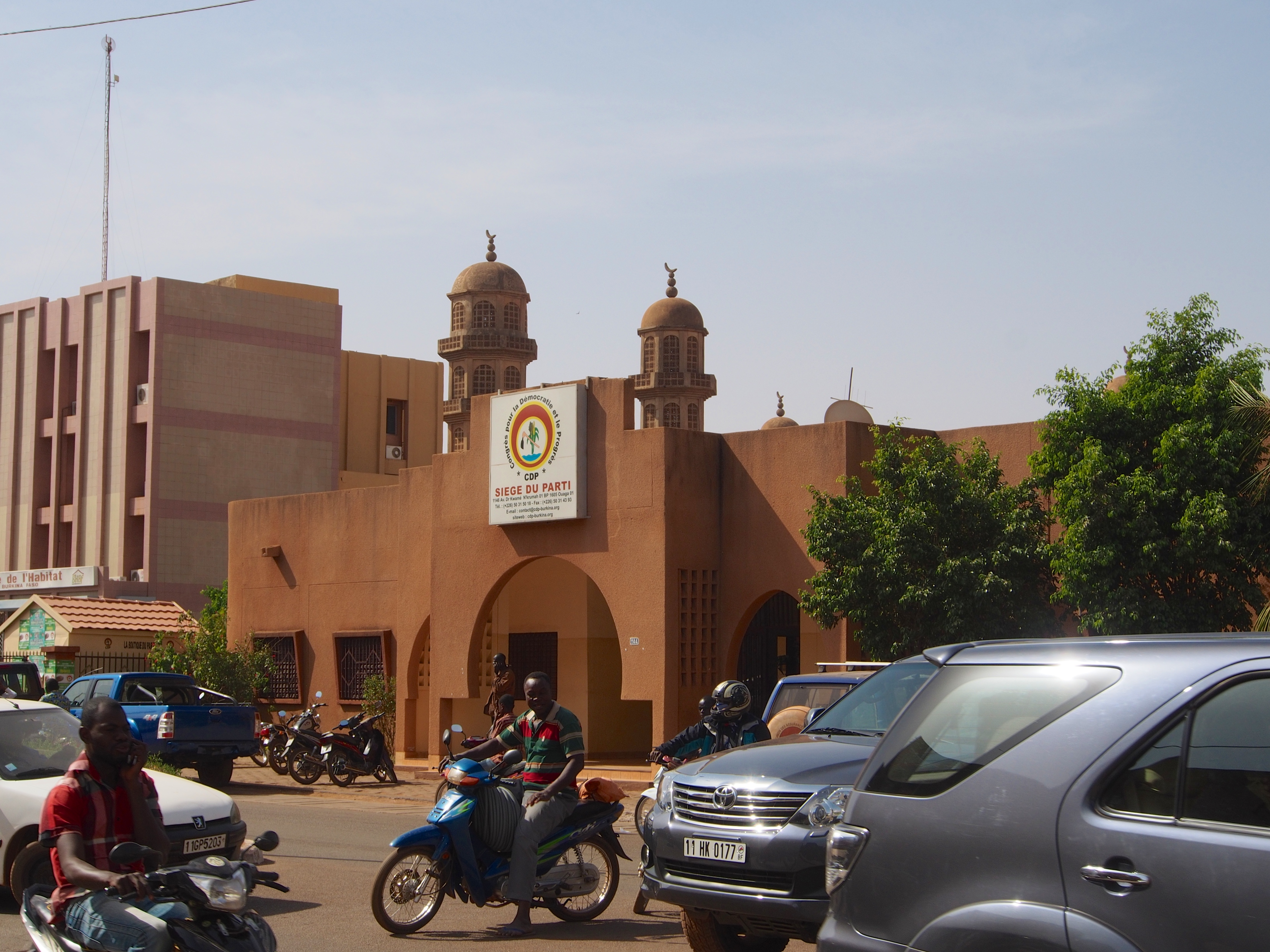
Sede centrale del partito a Ouagadougou. Nella foto è possibile notare il logo del partito.

Il Congresso per la Democrazia e il Progresso (in francese Congrès pour la Démocratie et le Progrès) è un partito politico burkinabé fondato nel 1996 da Blaise Compaoré, Presidente della Repubblica e dittatore dal 1987 al 2014.
Esponente dell'Organizzazione per la Democrazia Popolare - Movimento del Lavoro, Compaoré si insediò dopo il colpo di Stato ordito in danno di Thomas Sankara. Fu costretto alle dimissioni dalle proteste di piazza scoppiate in seguito a un tentativo di modifica della Costituzione, volta a consentirgli di correre per un ulteriore mandato alle elezioni presidenziali.

## Storia
Il partito si affermò dalla confluenza di dieci distinti soggetti politici:
- Organizzazione per la Democrazia Popolare - Movimento del Lavoro (Organisation pour la Démocratie Populaire - Mouvement du Travail), a sua volta fondato nel 1989 dalla confluenza tra:
  - Unione dei Comunisti Burkinabè (Union des Communistes Burkinabè);
  - Organizzazione Militare Rivoluzionaria (Organization Militaire Révolutionnaire);
  - settori dell'Unione delle Lotte Comuniste - La Fiamma (Union des Luttes Communistes - La Flamme) e del Gruppo Comunista Burkinabè (Groupe Communiste Burkinabè);
- Convenzione Nazionale dei Patrioti Progressisti/Partito Social Democratico (Convention Nationale des Patriotes Progressistes/Parti Social-Démocrate);
- Partito per la Democrazia e il Raggruppamento (Parti pour la Démocratie et le Rassemblement);
- Movimento per la Democrazia Socialista (Mouvement pour la Démocratie Socialiste);
- Unione dei Social Democratici (Union des Socio-Démocrates);
- Raggruppamento dei Social Democratici Indipendenti (Rassemblement des Sociaux Démocrates Indépendants);
- Gruppo dei Democratici Rivoluzionari (Groupe des Démocrates Révolutionnaires);
- Partito dell'Azione per il Liberismo Solidale (Parti de l'Action pour le Libéralisme Solidaire);
- Unione dei Democratici e dei Patrioti del Burkina (Union des Démocrates et Patriotes du Burkina)
- Partito per il Panafricanismo e l'Unità (Parti pour le Panafricanisme et l'Unité).

## Risultati elettorali

### Presidenziali
| Elezione           | Voti      | %     | Risultato  |
| ------------------ | --------- | ----- | ---------- |
| Presidenziali 1998 | 1.996.151 | 87,53 | Eletto     |
| Presidenziali 2005 | 1.660.148 | 80,35 | Eletto     |
| Presidenziali 2010 | 1.357.955 | 80,15 | Eletto     |
| Presidenziali 2020 | 442.742   | 15,48 | Non eletto |

### Legislative
| Elezione         | Voti      | %     | Seggi     |
| ---------------- | --------- | ----- | --------- |
| Legislative 1997 | 1.449.082 | 68,61 | 101 / 111 |
| Legislative 2002 | 862.119   | 49,52 | 57 / 111  |
| Legislative 2007 | 1.373.078 | 58,85 | 73 / 111  |
| Legislative 2012 | 1.467.749 | 48,66 | 70 / 127  |
| Legislative 2015 | 417.096   | 13,20 | 18 / 127  |
| Legislative 2020 | 371.633   | 13,27 | 20 / 127  |